# Collyria isparta
Collyria isparta là một loài tò vò trong họ Ichneumonidae.